# Cataglyphis minimus
Cataglyphis minimus är en myrart som beskrevs av Cedric A. Collingwood 1985. Cataglyphis minimus ingår i släktet Cataglyphis och familjen myror. Inga underarter finns listade.